# Demetrios I. (patriarcha)
Demetrios I. rozený Demetrios Papadopoulos (řecky: Δημήτριος Αʹ, Δημήτριος Παπαδόπουλος; 8. září 1914, Konstantinopol – 2. října 1991, Istanbul) byl konstantinopolský arcibiskup a pravoslavný patriarcha.

## Život
Narodil se 8. září 1914 v Konstantinopoli. Základní vzdělání získal na řeckých školách v Therapii a poté odešel studovat na Teologickou školu v Chalki. Dne 25. dubna 1937 byl vysvěcen na diakona.
V letech 1937–1938 byl eparchiálním sekretářem a kazatelem Svaté metropole v Edesse a od roku 1939-1945 sloužil jako diakon ve Ferikioi kde také působil jako kněz a to od 29. března 1942 kdy byl vysvěcen na kněze. Od roku 1945–1950 byl knězem v pravoslavném kostele Zvěstování v Teheránu. Během tohoto času získal od šáha Muhammada Rezá Pahlavího povolení k výuce starověké řečtiny na univerzitě v Teheránu. Roku 1950 se vrátil zpět do Ferikioi.
Dne 23. července 1964 byl zvolen titulárním biskupem z Eleie a dne 9. srpna stejného roku byl vysvěcen. Začal sloužit jako hierarchální vikář a patriarchální dohled farností Ferikioy, Haskioy, a Tataoula. Tyto funkce zastával až do 15. února 1972 kdy byl zvolen metropolitou Imvrosu a Tenedosu. Po smrti patriarchy Athenagora I. byl dne 16. července 1972 zvolen Svatým synodem jeho nástupcem. Dne 18. července 1972 byl slavnostně intronizován.
Udržoval vztahy s římským papežem Janem Pavlem II. Roku 1979 se patriarcha a papež setkali v Konstantinopoli, v r. 1987 se oba setkali v Římě.  Zde po dlouhé době společně odrecitovali Nicejské vyznání.
Zemřel 2. října 1991 v Istanbulu.